# インビジブル・チルドレン
『インビジブル・チルドレン』（Invisible Children）は、ウガンダで3人のアメリカの大学生（ジェイソン・ラッセル、ボビー・バイレイ、ローレン・プール）が2003年に撮ったドキュメンタリー。
最初に"何かを見つけに"スーダンに行き、最終的には今もなお神の抵抗軍 (LRA) による反乱が続いているウガンダにたどり着いた。内容はこの反乱によって影響を受けている子供たち（少年兵、Night Commutersとして本作では呼ばれている）に焦点をあてている。
定期的にLRAは子供たちを誘拐し、少年兵として戦争に役立たせるため、何千人もの子供たちがその誘拐から逃げるために毎晩家から避難している。避難場所はグルという町にある保護施設やあるいはバスの停留所など、とにかく反乱軍から遠い場所へと逃げる。
このドキュメンタリーを撮影した3人は この問題を解決するべく、Invisible Children Inc.という非営利団体を設立し、少年兵であった子供達を普段の生活に戻すために教育や心・身体のケアを通してのボランティア活動を行っている。
公式ホームページを通じて寄付ができ、またブレスレットやシャツなどのグッズを購入できる（もちろんこれも寄付になる）。グッズを購入した際、ショートフィルム (DVD) もついてくる。
2009年には、また新しいドキュメンタリーを発表する予定である。
2012年3月、Invisible Children Inc.は、神の抵抗軍の指導者ジョゼフ・コニーの2012年内の逮捕を目的としたネットによるキャンペーン、Kony 2012を開始した。同時に同題名の動画も発表された。YouTubeやVimeoなどの動画サイトで視聴でき、3月13日現在それぞれ7,500万、1,670万の再生回数を記録している。
制作者の１人であるジェイソン・ラッセルは、2012年3月15日、公然猥褻と器物破損の容疑で逮捕された。